# Сомервилль, Джеральдин
Джеральди́н Ма́ргарет Э́джнью-Сомерви́лль (англ. Geraldine Margaret Agnew-Somerville; 19 мая 1967, Мит, Ирландия) — ирландская актриса

, наиболее известная ролями детектива Джейн Пенхалигон в телесериале «Метод Крекера» (1993—1995) и Лили Поттер в серии фильмов о Гарри Поттере (2001—2011).

## Биография
Джеральдин родилась в графстве Мит (Ирландия), в семье сэра Квентина Чарльза Агнью-Сомервилль, 2-го баронета и достопочтенной Маргарет Эйприл Ирэн Агнью-Сомервилль (урождённая Драммонд), торговки антиквариатом, выросшей на острове Мэн в семье Джона Драммонда, 15-го барона Стрэнджа и сестры покойной Черри Драммонд, 16-й баронессы Стрэндж.
В детстве, в возрасте 6 лет, Сомервилль начала посещать танцевальный класс, а в 8 лет отправилась учиться в образовательную школу искусств. Там её обучили балету. В 16 лет она продолжила учёбу в Лондоне, и в конечном итоге в Гилдхоллской школе музыки и театра. Джеральдин никогда не упоминала о её благородной семье или кровных узах, который связывает её с королевой. Джеральдин происходит из прошлых королей Англии, Шотландии и Франции и является дальней родственницей британской королевской семьи, имеет предков, которые когда-то правили древним царством на острове Мэн, где её родители по-прежнему живут. Их огромный семейный дом, Маунт Олдейн, находится в морском порту Рамси. У её матери свой магазин антиквариата.
Она появилась на телевидении в нескольких эпизодах «Пуаро Агаты Кристи» и «Катастрофа». Потом сыграла роль детектива Джейн Пенхалигон в телесериале «Метод Крекера». Её персонаж стал самым запоминающимся в этом сериале.
В 2001 году снялась в фильме «Госфорд-парк» в роли Луизы Стокбридж и в этом же году начала играть Лили Поттер в серии фильмов о Гарри Поттере, съёмки в которой завершила в 2011 году.
В 2007 году сыграла писательницу Дафну дю Морье в фильме «Дафна».
С 12 декабря 1998 года Джеральдин замужем за Уильямом Осборном-Янгом. У супругов есть трое детей: два сына, Каспар Уильям Осборн-Янг (род. 29 мая 2002) и Артур Осборн-Янг (род. 2004), и дочь Роуз Осборн-Янг (род. 2007). Все дети родились во время съёмок серии фильмов о Гарри Поттере, Сомервилль была беременна своим первым сыном Каспаром во время съёмок второго фильма из серии — «Гарри Поттер и тайная комната» (2002).

## Фильмография
| Год  |   | Русское название                    | Оригинальное название                        | Роль                  |
| ---- | - | ----------------------------------- | -------------------------------------------- | --------------------- |
| 1991 | ф | Закрой мои глаза                    | Close My Eyes                                | начальница Натали     |
| 1991 | ф | Черное бархатное платье             | The Black Velvet Gown                        | Бидди Милиган         |
| 1993 | ф | Жёлтые ирисы                        | The Yellow Iris                              | Полин Уэзерби         |
| 1994 | ф | Ромео и Джульетта                   | Romeo & Juliet                               | Джульетта             |
| 1994 | ф | Деловой роман                       | A Business Affair                            | Продавец              |
| 1995 | ф | Дом призраков                       | Haunted                                      | Кейт                  |
| 1996 | ф | Последняя истина                    | True Blue                                    | Рут МакДональд        |
| 1997 | ф | Бросить Джо                         | Jilting Joe                                  | Оливия                |
| 1998 | ф | Рай на Земле                        | Heaven on Earth                              | Дебора Беннет         |
| 2001 | ф | Гарри Поттер и философский камень   | Harry Potter and the Sorcerer's Stone        | Лили Поттер           |
| 2001 | ф | Госфорд-парк                        | Gosford Park                                 | Луиза Стокбридж       |
| 2002 | ф | Заново изобретая Эдди               | Re-inventing Eddie                           | Джини Харрис          |
| 2002 | ф | Дом безопасности                    | The Safe House                               | Доктор Сэм Грэхем     |
| 2004 | ф | Гарри Поттер и узник Азкабана       | Harry Potter and the Prisoner of Azkaban     | Лили Поттер           |
| 2005 | ф | Гарри Поттер и Кубок огня           | Harry Potter and the Goblet of Fire          | Лили Поттер           |
| 2007 | ф | Дафна                               | Daphne                                       | Дафна дю Морье        |
| 2006 | ф | Чемпионат 66 года                   | Sixty Six                                    | Элис Барри            |
| 2007 | ф | Гарри Поттер и Орден Феникса        | Harry Potter and the Order of the Phoenix    | Лили Поттер           |
| 2009 | ф | Гарри Поттер и Принц-полукровка     | Harry Potter and the Half-Blood Prince       | Лили Поттер           |
| 2010 | с | Выжившие                            | The Survivors                                | Фиона Дуглас          |
| 2011 | ф | Гарри Поттер и Дары Смерти: часть 1 | Harry Potter and the Deathly Hallows: Part 1 | Лили Поттер           |
| 2011 | ф | Гарри Поттер и Дары Смерти: часть 2 | Harry Potter and the Deathly Hallows: Part 2 | Лили Поттер           |
| 2011 | ф | 7 дней и ночей с Мэрилин            | My Week with Marilyn                         | Леди Джейн Кларк      |
| 2012 | с | Титаник                             | Titanic                                      | Луиза, графиня Мэнтон |
| 2012 | с | Инспектор Джордж Джентли            | George Gently                                | Алетея Блэкстоун      |
| 2012 | с | Квирк                               | Quirke                                       | Сара Гриффин          |
| 2014 | ф | Принцесса Монако                    | Grace of Monaco                              | принцесса Антуанетта  |
| 2014 | ф | Клуб бунтарей                       | The Riot Club                                | мать Майлза           |
| 2014 | ф | Страховщик                          | Autómata                                     | Саманта               |
| 2015 | с | Новые уловки                        | New Tricks                                   | Синтия Клайн          |
| 2016 | с | Безмолвный свидетель                | Silent Witness                               | Лидия Хэмилтон        |
| 2016 | ф | Влюблённые дети                     | Kids in Love                                 | Линда                 |
| 2017 | ф | Гиппопотам                          | The Hippopotamus                             | Ребекка Логан         |
| 2017 | с | Главный подозреваемый 1973          | Prime Suspect 1973                           | Джойс Теннисон        |
| 2017 | ф | Прощай, Кристофер Робин             | Goodbye Christopher Robin                    | Леди О                |
| 2018 | с | Поцелуй меня первым                 | Kiss me the first                            | Рут Палмер            |
| 2019 | ф | Джентльмены                         | The Gentlemen                                | Леди Прессфилд        |
| 2019 | ф | Рождество в горах                   | Christmas in the Highlands                   | Леди Маклауд          |
| 2023 | ф | Честная игра                        | Fair Play                                    | мать Эмили            |

## Роли в театре
- 1989 — «Стеклянный зверинец» — Лора Вингфилд — Royal Exchange, Manchester
- 1991 — More Than One Antoinette — Антуанетта — Янг-Вик
- 1992 — «Ромео и Джульетта» — Джульетта — Bristol Old Vik
- 1996 — Blue Remembered Hills — Королевский национальный театр
- «Кукольный дом» — Нора — Birmingham Repertory Theatre
- 1998 — I Am Yours — Ди — Ройал-Корт
- 2022 — «Стеклянный зверинец» — Аманда Вингфилд — Royal Exchange, Manchester